# 五角堂
五角堂（ごかくどう）は、茨城県つくば市にある、五角形の建築物。江戸時代の名主・飯塚伊賀七が設計した。内部には歯車式の脱穀機が備え付けられていたとされる。「五角堂と和時計」の名称で、茨城県の史跡に指定されている。伊賀七の建築の代表作の1つであり、伊賀七の子孫の飯塚家に残る唯一の有形物である。
本記事では、五角堂とともに茨城県の史跡に指定されている、和時計についても記述する。

## 由来
飯塚伊賀七の生家跡にある。伊賀七が設計したものであるが、なぜ五角形にしたのか、何の目的で建設したのかは明らかになっていない。一説に設計の難しい奇数辺形の建築物を造ることができたために設計したという。また当時の和算家は五角形を研究していたことや、土浦城などの城下町には一種の迷路構造として五角形の外周道路が設けられたことに着想を得たという説もある。陰陽五行説に基づき、五角形の各辺に木・火・土・金・水の意味を付与したという説もある。なお、五角堂と後述する和時計の収められた時計堂が同一の建物であると考えられた時代もあるが、別物である。

## 歴史
正確な建築年代は不明であるが、数学者の山口坎山（倉八）が谷田部を訪れた時には既に存在し、坎山は日記に五角堂について記述している。坎山の日記は化政文化の花開いた文化から文政年間（1804年 - 1829年）に書かれたことから、それ以前に建設されたことが分かる。坎山の日記には以下のように記されている。
明治時代の記録には次のように書かれ、米搗き機があったことが示されている。
1911年（明治44年）の記録では、既に荒廃していたといい、1970年代頃に谷田部町文化財保存会によって修復され、昔日の姿を取り戻した。修復される前の1958年（昭和33年）には「五角堂と和時計」の名で茨城県指定史跡となる。2011年（平成23年）3月11日に発生した東北地方太平洋沖地震では、壁面が剥離する被害が生じた。

## 建築
中心部の高さは約6m、五角形の一辺は4.7m（2間半）、正五角形であるため、各辺がなす角（内角）は108度である。五角形の面積は約33m2（約10坪）。一見したところ四角形であるが、中に入ると五角形であることがよく分かる。内部は土間になっており、壁に窓はなく、簡素な造りである。出入り口は西と北西の2か所設けられている。この2か所は母屋側に面している。
5本の梁（はり）は中心部で交差し、1本の柱で吊られている。1本の柱の断面は108度と72度からなる菱形をしている。屋根は茅葺（かやぶき）の正五角錐であり、中心の柱から放射状・番傘状に延びる10本の小柱（垂木）によって支えられている。
なお、飯塚家の門側の壁面は東西方向と一致し、この壁から北の角に向かって伸びる梁は南北方向に一致している。

## 堂内の打穀機
明治時代の文献に記載のある「米搗き機」とみられる部品が五角堂内に残っており、復元されている。これは高さ約2.2mの三角柱状の櫓のような姿であり、綱を引くと滑車が動き、太い杵で穀物を打つことができるものである。また、1,000から10,000までを表示するメーターもあり、杵を打った回数か臼が回転した数をカウントするために設置されたと推定される。打穀機には製造年月日が「天保四年癸巳六月二十八日造形」（=グレゴリオ暦1833年8月13日造形）、「天保四年癸巳七月造工」（=グレゴリオ暦1833年8月造工）と記載されている。この年は冷夏であり、凶作を見越して伊賀七が作ったとみられる。

## 和時計

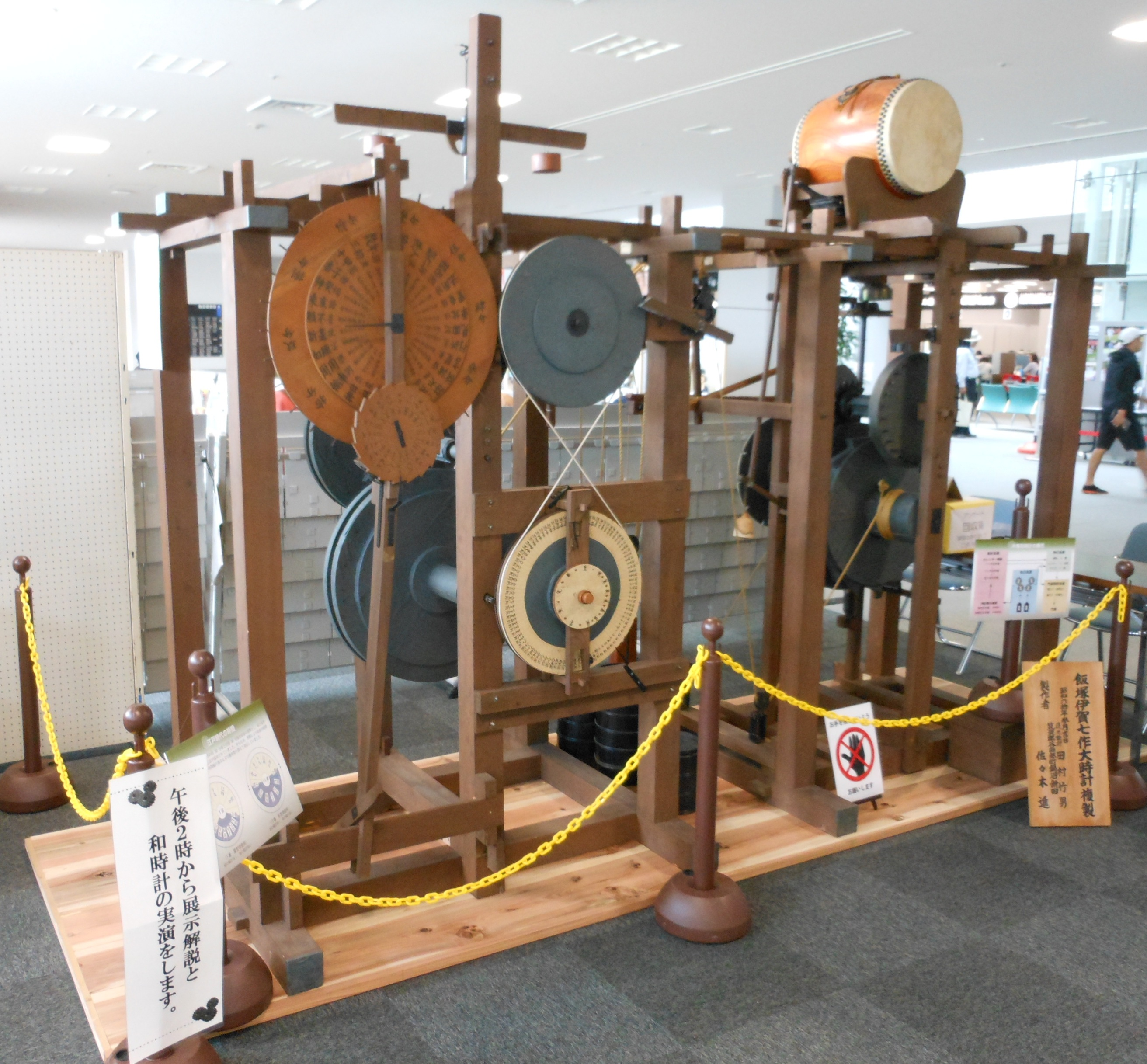
伊賀七の和時計（復元品）

和時計は高さが2mある大型のもので、朝と夕に太鼓や鐘を自動的に鳴らして町の人に時を知らせるとともに、飯塚家の門扉を自動で開閉させたと言われる。元は飯塚家の敷地内にあった「時計堂」に納められていたが、時計堂は現存せず、時計の部品は五角堂の梁上から見つかった。時計堂は伊賀七が60歳となった文政5年（1822年）に完成したので、還暦記念に造ったものと思われる。この和時計ができた頃、日本の各地で和時計作りが盛んであったが、伊賀七作のように大きなものはなく、町の人に自動で時刻を知らせるような装置は同時期にほかに存在しなかった。時計にはお経や神への祈願文がびっしりと書かれた面があり、伊賀七の信心深さが窺える。
伊賀七没後は管理がおろそかになり、時計の部品は五角堂に収納され、時計堂は解体されてしまったが、高層気象台の田村竹男が復元した。さらに2012年（平成24年）に伊賀七生誕250周年を記念した展示のために解体・再整備された。時計の文字盤には1日に1回転する「百刻文字盤」と季節ごとに交換する「節板式文字盤」の2つがあり、100か月まで表示できる装置も実装していた。時計とカレンダーを兼ねた装置と言える。復元のきっかけになったのは、1985年（昭和60年）の国際科学技術博覧会に合わせて谷田部町が開催した「幕末の科学展」で展示する構想が持ち上がったことである。現在は谷田部郷土資料館と水戸市にある茨城県立歴史館に復元模型が展示されている。
部品等は残っていないが、懐中時計も作ったという。「懐中」とは言え、実際には目覚まし時計ほどの大きさがあったようで、木製ではなく鉄製であった。

## 交通
- 関東鉄道バス「谷田部四ツ角」バス停下車[4]。
- 常磐自動車道谷田部ICより茨城県道19号取手つくば線（サイエンス大通り）を北上、上横場交差点（つくばショッピングセンターASSE前）を左折、国道354号を進み、旧つくば市役所谷田部庁舎の次の交差点（福田坪交差点）を左折し、茨城県道・千葉県道3号つくば野田線を800mほど[注 3]進むと右側に五角堂と案内看板が現れる[26]。